# Christian Kull
Christian Johan Kull, född 10 september 1765 i Ängelholms församling, Kristianstads län, död 22 februari 1815 Göteborgs domkyrkoförsamling, Göteborgs och Bohus län, var en svensk domkyrkoorganist. Han var domkyrkoorganist i Skara domkyrkoförsamling mellan 1798 och 1813 och i Göteborgs domkyrkoförsamling mellan 1813 och 1815.
Kull vara ofta i bråk med Skara stifts biskop Thure Weidman.
Gift med Maria Christina Lalin, född 21 september 1773. De fick tillsammans dottern Maria Sophia, född 10 mars 1799.

## Biografi
Kull föddes i Ängelholm och var son till klockaren och organisten Jakob Kull (cirka 1726–1789) och Anna Maria Frick (cirka 1725-1812). Mellan 1783 och 1790 var han organist i Kristianstad. han kom senare att vikariera som organist i Filipstad mellan 1796 och 1798.

## Verklista

### Klaver
- Rondo. Tryckt 1790 i Musikaliskt Tidsfördrif.
- Tema med variationer. Tolv variationer över Gubben Noak, tillägnad Henrietta Nodenkrantz (1747-1817). Tryckt 1813 i Musikaliskt Tidsfördrif.
- Fyra polonäser
  - 1. Polonäs i c
  - 2. Polonäs i a
  - 3. Polonäs i d
  - 4. Polonäs i f